# Mariametridae
Die Mariametridae sind eine Familie der Haarsterne (Comatulida). Sie kommen im tropischen Indopazifik und in der Karibik vor.

## Merkmale
Ausgewachsene Mariametridae haben immer mehr als zehn Arme, meist sind es 15 bis 40, bei der Gattung Oxymetra etwa 50 bis 80. Die Arme sind gefiedert und ihre Abschnitte in der Regel unterschiedlich gefärbt. Die Cirren, die zum Festhalten auf dem Untergrund und zur Fortbewegung dienen, sind an ihren Endgliedern bestachelt. Das Maul liegt mehr oder weniger zentral, der Anus am Rand der Körperscheibe.

## Lebensweise
Haarsterne der Familie Mariametridae sind nachtaktiv und verbringen den Tag mit eingerollten Fangarmen, versteckt an abgedunkelten Orten. Bei Anbruch der Nacht klettern sie mit ihren Cirren auf erhöhte Positionen, um mit den fächerartig ausgestreckten Fangarmen Plankton aus dem Wasser zu fangen. Sie werden von zahlreichen Kommensalen und Parasiten besiedelt, darunter Krebse, Würmer, Muscheln und Schnecken. Auch kleine Fische, wie die Geisterpfeifenfische, nutzen sie als Versteck.

## Gattungen
- Dichrometra AH Clark, 1909
- Lamprometra AH Clark, 1913
- Liparometra AH Clark, 1913
- Mariametra AH Clark, 1909
- Oxymetra AH Clark, 1909
- Pelometra AH Clark, 1941
- Stephanometra AH Clark, 1909